# برتقالة من يافا
برتقالة من يافا هو فيلم قصيرمن تأليف وإخراج محمد المغني، وهو إنتاج فلسطيني بولندي فرنسي مشترك. تدور أحداث الفيلم حول محمد الشاب الفلسطيني الذي يخوض رحلة شاقة لعبور نقطة تفتيش إسرائيلية ببطاقة إقامة بولندية مؤقتةحيث مثّل سامر بشارات في دور محمد وكامل الباشا في دور فاروق.

## الإنتاج
الفيلم من إخراج محمد المغني، وإنتاج شركة أفلام غزة، واستوديو إنديكس. حصل على دعم مالي من سينكدوك، ومؤسسة لوميسينتا السينمائية، وبرنامج الحرب على الشاشة، ومؤسسة سي إن سي. بيع الفيلم القصير إلى تلفزيون آرتي. انتهى التصوير في 27 يونيو/حزيران 2022.

## العرض
عُرض فيلم "برتقالة من يافا" لأول مرة في مهرجان الحرب على الشاشة في 7 أكتوبر 2023وفي مايو 2024 تنافس في مسابقة الأفلام القصيرة الدولية في مهرجان كراكوف السينمائي الرابع والستين.في مايو 2024، تنافس أيضًا في مهرجان أوبرهاوزن الدولي للأفلام القصيرة.في 3 يوليو 2024، عُرض الفيلم في مهرجان الحرية السينمائي،وفي 21 يوليو في مهرجان نيو هورايزونز السينمائي، فروتسواف، بولندافي سبتمبر 2024، تنافس في مهرجان جدينيا السينمائيفي نوفمبر 2024، تنافس في مهرجان ليدز السينمائي الدولي في مسابقة لويس لو برينس الدولية للأفلام القصيرة 3.

## حول الفيلم
يُعدّ برتقال يافا رمزًا قويًا لارتباط الفلسطينيين العميق بأرضهم والخسائر الكبيرة التي تكبدوها، في الفيلم يصل تقاسم برتقال يافا إلى ذروة عاطفية، مُجسّدًا الشوق والفقد الفلسطيني دون الاعتماد على الرمزية المُبالغ فيها.
تدور أحداث الفيلم حول محمد وهو طالب فلسطيني شاب يحاول الوصول إلى يافا، ينطلق في رحلة شاقة لعبور حاجز إسرائيلي باستخدام بطاقة إقامة بولندية مؤقتة، ورغم رفض السائقين الآخرين له، يستقل أخيرًا سيارة أجرة من فاروق، سائق سيارة أجرة طيب القلب، إلا أنهما يواجهان مشكلة كبيرة عندما تكتشف سلطات الحاجز محاولة محمد السابقة الفاشلة للعبور. يجسد الفيلم بوضوح الواقع القاسي للعيش تحت الاحتلال والثمن الشخصي الذي يترتب عليه.

## الجوائز
فاز الفيلم بالجائزة الكبرى في مهرجان كليرمون فيران الدولي السادس والأربعين للأفلام القصيرةوتم ترشيحه لجائزة أفضل فيلم قصير حي في حفل توزيع جوائز الأوسكار السابع والتسعين في ديسمبر 2024.
| الجائزة                                     | تاريخ الحفل    | فئة                                               | المستلمون                   |               |  |
| ------------------------------------------- | -------------- | ------------------------------------------------- | --------------------------- | ------------- |  |
| مهرجان كليرمون فيران الدولي للأفلام القصيرة | 13 فبراير 2024 | الجائزة الكبرى                                    | محمد المغني                 | [ 5 ]         |  |
| مهرجان الجونة السينمائي                     | أكتوبر 2024    | جائزة النجمة الفضية                               | محمد المغني                 | [ 19 ]        |  |
| مهرجان كراكوف السينمائي                     | 2 يونيو 2024   | أفضل فيلم قصير أوروبي                             | محمد المغني                 | [ 7 ]         |  |
| مهرجان صرخة المحكمة                         | 19 مايو 2024   | جائزة الجمهور                                     | برتقالة من يافا/محمد المغني | [ 20 ]        |  |
| مهرجان صرخة المحكمة                         | 19 مايو 2024   | جائزة أفضل ممثل                                   | كامل الباشا                 | [ 20 ]        |  |
| مهرجان غدينيا السينمائي                     | 28 سبتمبر 2024 | جائزة Lucjan Bokiniec لأفضل فيلم قصير             | محمد المغني                 | [ 21 ] [ 22 ] |  |
| مهرجان ليدز السينمائي الدولي                | 17 نوفمبر 2024 | جائزة لويس لو برينس                               | برتقالة من يافا/محمد المغني | [ 23 ]        |  |
| مهرجان كورتو دوريكو السينمائي               | 9 ديسمبر 2024  | جائزة منظمة العفو الدولية                         | برتقالة من يافا/محمد المغني | [ 24 ]        |  |
| مهرجان القاهرة الدولي للأفلام القصيرة       | 24 ديسمبر 2024 | جائزة البرج الذهبي لأفضل فيلم في المسابقة الدولية | برتقالة من يافا/محمد المغني | [ 25 ]        |  |